# ГДР на летних Олимпийских играх 1980
На летних Олимпийских играх 1980 года сборная ГДР завоевала 47 золотых, 37 серебряных и 42 бронзовых медали, что вывело её на 2-е место в неофициальном командном зачёте. Сборная состояла из 345 человек (222 мужчины и 123 женщины), которые приняли участие в 167 состязаниях по 17 видам спорта.

## Медалисты
| Медаль | Спортсмен | Вид спорта                  | Дисциплина                                |
| ------ | --- | --------------------------- | ----------------------------------------- |
| Золото | Йоахим Драйфке Клаус Крёппелин                                                                                              | Академическая гребля        | Мужчины, двойки парные                    |
| Золото | Франк Дундр Карстен Бунк Уве Хеппнер Мартин Винтер                                                                          | Академическая гребля        | Мужчины, четвёрки парные                  |
| Золото | Йорг Ландфойгт Бернд Ландфойгт                                                                                              | Академическая гребля        | Мужчины, двойки распашные без рулевого    |
| Золото | Харальд Ерлинг Фридрих-Вильхельм Ульрих Георг Шпор                                                                          | Академическая гребля        | Мужчины, двойки распашные с рулевым       |
| Золото | Зигфрид Брицке Андреас Деккер Штефан Земмлер Юрген Тиле                                                                     | Академическая гребля        | Мужчины, четвёрки распашные без рулевого  |
| Золото | Дитер Вендиш Вальтер Диснер Улльрих Диснер Готтфрид Дён Андреас Грегор                                                      | Академическая гребля        | Мужчины, четвёрки распашные с рулевым     |
| Золото | Бернд Краус Ханс-Петер Коппе Ульрих Конс Йёрг Фридрих Йенс Добершюц Ульрих Карнац Уве Дюринг Бернд Хёинг Клаус-Дитер Людвиг | Академическая гребля        | Мужчины, восьмёрки распашные с рулевым    |
| Золото | Сибилла Райнхардт Ютта Плох Ютта Лау Росвита Цобельт Лиане Бур                                                              | Академическая гребля        | Женщины, четвёрки парные с рулевой        |
| Золото | Уте Штайндорф Корнелия Клир                                                                                                 | Академическая гребля        | Женщины, двойки распашные без рулевой     |
| Золото | Рамона Капхайм Сильвия Фрёлих Ангелика Ноак Роми Зальфельд Кирстен Венцель                                                  | Академическая гребля        | Женщины, четвёрки распашные с рулевой     |
| Золото | Мартина Бёслер Керстен Найссер Кристиане Кёпке Биргит Шюц Габи Кюн Илона Рихтер Марита Зандиг Карин Метце Марина Вильке     | Академическая гребля        | Женщины, восьмёрки распашные с рулевой    |
| Золото | Руди Финк | Бокс                        | Мужчины, до 57 кг                         |
| Золото | Лотар Томс | Велоспорт                   | Мужчины, гит с места на 1000 м            |
| Золото | Лутц Хесслих | Велоспорт                   | Мужчины, спринт                           |
| Золото | Сборная | Гандбол                     | Мужчины                                   |
| Золото | Рюдигер Хельм | Гребля на байдарках и каноэ | Мужчины, байдарки-одиночки, 1000 м        |
| Золото | Рюдигер Хельм Бернд Ольбрихт Харальд Марг Бернд Дювиньо                                                                     | Гребля на байдарках и каноэ | Мужчины, байдарки-четвёрки, 1000 м        |
| Золото | Карста Генойс Мартина Бишоф                                                                                                 | Гребля на байдарках и каноэ | Женщины, байдарки-двойки, 500 м           |
| Золото | Дитмар Лоренц | Дзюдо                       | Мужчины, абсолютное первенство            |
| Золото | Томас Мункельт | Лёгкая атлетика             | Мужчины, 110 м с барьерами                |
| Золото | Фолькер Бек | Лёгкая атлетика             | Мужчины, 400 м с барьерами                |
| Золото | Вальдемар Церпински | Лёгкая атлетика             | Мужчины, марафон                          |
| Золото | Хартвиг Гаудер | Лёгкая атлетика             | Мужчины, ходьба на 50 км                  |
| Золото | Герд Вессиг | Лёгкая атлетика             | Мужчины, прыжки в высоту                  |
| Золото | Барбель Вёккель | Лёгкая атлетика             | Женщины, 200 м                            |
| Золото | Марита Кох | Лёгкая атлетика             | Женщины, 400 м                            |
| Золото | Роми Мюллер Барбель Вёккель Ингрид Ауэрсвальд Марлис Гёр                                                                    | Лёгкая атлетика             | Женщины, эстафета 4×100 м                 |
| Золото | Илона Шокнехт-Слупянек | Лёгкая атлетика             | Женщины, толкание ядра                    |
| Золото | Эвелин Яль | Лёгкая атлетика             | Женщины, метание диска                    |
| Золото | Йорг Войте | Плавание                    | Мужчины, 100 м вольным стилем             |
| Золото | Барбара Краузе | Плавание                    | Женщины, 100 м вольным стилем             |
| Золото | Барбара Краузе | Плавание                    | Женщины, 200 м вольным стилем             |
| Золото | Инес Дирс | Плавание                    | Женщины, 400 м вольным стилем             |
| Золото | Рика Райниш | Плавание                    | Женщины, 100 м на спине                   |
| Золото | Рика Райниш | Плавание                    | Женщины, 200 м на спине                   |
| Золото | Уте Гевенигер | Плавание                    | Женщины, 100 м брассом                    |
| Золото | Карен Метчук | Плавание                    | Женщины, 100 м баттерфляем                |
| Золото | Инес Гайсслер | Плавание                    | Женщины, 200 м баттерфляем                |
| Золото | Петра Шнайдер | Плавание                    | Женщины, 400 м комплексным плаванием      |
| Золото | Барбара Краузе Карен Метчук Инес Дирс Зарина Хюльзенбек                                                                     | Плавание                    | Женщины, эстафета 4×200 м вольным стилем  |
| Золото | Рика Райниш Уте Гевенигер Андреа Поллак Карен Метчук                                                                        | Плавание                    | Женщины, эстафета 4×100 м комбинированная |
| Золото | Фальк Хоффман | Прыжки в воду               | Мужчины, вышка                            |
| Золото | Мартина Ешке | Прыжки в воду               | Женщины, вышка                            |
| Золото | Макси Гнаук | Спортивная гимнастика       | Женщины, брусья                           |
| Золото | Роланд Брюкнер | Спортивная гимнастика       | Мужчины, вольные упражнения               |

| Медаль  | Спортсмен | Вид спорта                  | Дисциплина                                        |
| ------- | --- | --------------------------- | ------------------------------------------------- |
| Серебро | Корнелия Линзе Хайди Вестфаль | Академическая гребля        | Женщины, двойки парные                            |
| Серебро | Херальд Мортаг Уве Унтервальдер Матиас Виганд Фолькер Винклер | Велоспорт                   | Мужчины, командная гонка преследования на 4000 м  |
| Серебро | Фальк Боден Бернд Дроган Олаф Людвиг Ханс-Йоахим Хартник | Велоспорт                   | Мужчины, командная шоссейная гонка на 101 км      |
| Серебро | Сборная | Волейбол                    | Женщины                                           |
| Серебро | Уве Нойперт | Вольная борьба              | Мужчины, до 90 кг                                 |
| Серебро | Олаф Хойкродт Уве Мадея | Гребля на байдарках и каноэ | Мужчины, каноэ-двойки, 1000 м                     |
| Серебро | Юрген Штрауб | Лёгкая атлетика             | Мужчины, 1500 м                                   |
| Серебро | Клаус Тиле Андреас Кнебель Франк Шаффер Фолькер Бек | Лёгкая атлетика             | Мужчины, эстафета 4×400 м                         |
| Серебро | Франк Пашек | Лёгкая атлетика             | Мужчины, прыжки в длину                           |
| Серебро | Марлис Гёр | Лёгкая атлетика             | Женщины, 100 м                                    |
| Серебро | Кристиане Вартенберг | Лёгкая атлетика             | Женщины, 1500 м                                   |
| Серебро | Йоханна Клир | Лёгкая атлетика             | Женщины, 100 м с барьерами                        |
| Серебро | Барбара Круг Габриеле Лёве Кристина Латан Марита Кох | Лёгкая атлетика             | Женщины, эстафета 4×400 м                         |
| Серебро | Бригита Вуяк | Лёгкая атлетика             | Женщины, прыжки в длину                           |
| Серебро | Йорн Боровский Эгберт Свенссон | Парусный спорт              | Класс «470»                                       |
| Серебро | Рогер Питтель | Плавание                    | Мужчины, 100 м баттерфляем                        |
| Серебро | Франк Пфютце Йорг Войте Детлеф Грабс Райнер Штробах | Плавание                    | Мужчины, эстафета 4×200 м вольным стилем          |
| Серебро | Карен Метчук | Плавание                    | Женщины, 100 м вольным стилем                     |
| Серебро | Инес Дирс | Плавание                    | Женщины, 200 м вольным стилем                     |
| Серебро | Петра Шнайдер | Плавание                    | Женщины, 400 м вольным стилем                     |
| Серебро | Инес Дирс | Плавание                    | Женщины, 800 м вольным стилем                     |
| Серебро | Ина Клебер | Плавание                    | Женщины, 100 м на спине                           |
| Серебро | Корнелия Полит | Плавание                    | Женщины, 200 м на спине                           |
| Серебро | Андреа Поллак | Плавание                    | Женщины, 100 м баттерфляем                        |
| Серебро | Сибиль Шёнрок | Плавание                    | Женщины, 200 м баттерфляем                        |
| Серебро | Мартина Прёбер | Прыжки в воду               | Женщины, трамплин                                 |
| Серебро | Макси Гнаук | Спортивная гимнастика       | Женщины, личное первенство                        |
| Серебро | Штеффи Крекер | Спортивная гимнастика       | Женщины, опорный прыжок                           |
| Серебро | Роланд Брюкнер Михаэль Николаи Луц Хоффманн Ральф-Петер Хемман Андреас Бронст Лутц Мак | Спортивная гимнастика       | Мужчины, командное первенство                     |
| Серебро | Харальд Фолльмар | Стрельба                    | Произвольный пистолет на 50 м                     |
| Серебро | Хелльфрид Хайльфорт | Стрельба                    | Малокалиберная винтовка из положения лёжа на 50 м |
| Серебро | Бернд Хартштайн | Стрельба                    | Малокалиберная винтовка из 3 положений на 50 м    |
| Серебро | Томас Пфеффер | Стрельба                    | Подвижная мишень на 50 м                          |
| Серебро | Йоахим Кунц | Тяжёлая атлетика            | Мужчины, до 67,5 кг                               |
| Серебро | Юрген Хойзер | Тяжёлая атлетика            | Мужчины, свыше 110 кг                             |
| Серебро | Бодо Рудваляйт Бернд Якубовски Норберт Трилофф Маттиас Мюллер Лотар Гаузе Маттиас Либерс Артур Ульрих Рюдигер Шнупхазе Франк Терлецки Франк Баум Вольф-Рюдигер Нетц Дитер Кюн Вернер Петер Вольфганг Штайнбах Франк Улиг Юрген Берингер Андреас Траутман | Футбол                      | Мужчины                                           |

| Медаль | Спортсмен                                                                        | Вид спорта                  | Дисциплина                      |
| ------ | -------------------------------------------------------------------------------- | --------------------------- | ------------------------------- |
| Бронза | Петер Керстен                                                                    | Академическая гребля        | Мужчины, одиночки               |
| Бронза | Рихард Новаковский                                                               | Бокс                        | Мужчины, до 60 кг               |
| Бронза | Карл-Хайнц Крюгер                                                                | Бокс                        | Мужчины, до 67 кг               |
| Бронза | Детлеф Кестнер                                                                   | Бокс                        | Мужчины, до 71 кг               |
| Бронза | Херберт Баух                                                                     | Бокс                        | Мужчины, до 81 кг               |
| Бронза | Юрген Фангхенель                                                                 | Бокс                        | Мужчины, свыше 81 кг            |
| Бронза | Сборная                                                                          | Гандбол                     | Женщины                         |
| Бронза | Олаф Хойкродт                                                                    | Гребля на байдарках и каноэ | Мужчины, каноэ-одиночки, 500 м  |
| Бронза | Экхард Лойе                                                                      | Гребля на байдарках и каноэ | Мужчины, каноэ-одиночки, 1000 м |
| Бронза | Рюдигер Хельм Бернд Ольбрихт                                                     | Гребля на байдарках и каноэ | Мужчины, байдарки-двойки, 500 м |
| Бронза | Карл-Хайнц Леман                                                                 | Дзюдо                       | Мужчины, до 71 кг               |
| Бронза | Харальд Хайнке                                                                   | Дзюдо                       | Мужчины, до 78 кг               |
| Бронза | Детлеф Улч                                                                       | Дзюдо                       | Мужчины, до 86 кг               |
| Бронза | Дитмар Лоренц                                                                    | Дзюдо                       | Мужчины, до 95 кг               |
| Бронза | Франк Шаффер                                                                     | Лёгкая атлетика             | Мужчины, 400 м                  |
| Бронза | Йорг Фраймут                                                                     | Лёгкая атлетика             | Мужчины, прыжки в высоту        |
| Бронза | Удо Байер                                                                        | Лёгкая атлетика             | Мужчины, толкание ядра          |
| Бронза | Вольфганг Ханиш                                                                  | Лёгкая атлетика             | Мужчины, метание копья          |
| Бронза | Кристина Латан                                                                   | Лёгкая атлетика             | Женщины, 400 м                  |
| Бронза | Ютта Кирст                                                                       | Лёгкая атлетика             | Женщины, прыжки в высоту        |
| Бронза | Маргитта Дрёзе-Пуфе                                                              | Лёгкая атлетика             | Женщины, толкание ядра          |
| Бронза | Уте Хоммола                                                                      | Лёгкая атлетика             | Женщины, метание копья          |
| Бронза | Рогер Питтель                                                                    | Плавание                    | Мужчины, 200 м баттерфляем      |
| Бронза | Инес Дирс                                                                        | Плавание                    | Женщины, 100 м вольным стилем   |
| Бронза | Кармела Шмидт                                                                    | Плавание                    | Женщины, 200 м вольным стилем   |
| Бронза | Кармела Шмидт                                                                    | Плавание                    | Женщины, 400 м вольным стилем   |
| Бронза | Хайке Дене                                                                       | Плавание                    | Женщины, 800 м вольным стилем   |
| Бронза | Петра Ридель                                                                     | Плавание                    | Женщины, 100 м на спине         |
| Бронза | Биргит Трайбер                                                                   | Плавание                    | Женщины, 200 м на спине         |
| Бронза | Кристиане Кнаке                                                                  | Плавание                    | Женщины, 100 м баттерфляем      |
| Бронза | Карин Гутке                                                                      | Прыжки в воду               | Женщины, трамплин               |
| Бронза | Макси Гнаук Катарина Ренш Штеффи Крекер Биргит Зюсс Сильвия Хиндорфф Карола Зубе | Спортивная гимнастика       | Женщины, командное первенство   |
| Бронза | Макси Гнаук                                                                      | Спортивная гимнастика       | Женщины, вольные упражнения     |
| Бронза | Михаэль Николаи                                                                  | Спортивная гимнастика       | Мужчины, конь                   |
| Бронза | Роланд Брюкнер                                                                   | Спортивная гимнастика       | Мужчины, опорный прыжок         |
| Бронза | Роланд Брюкнер                                                                   | Спортивная гимнастика       | Мужчины, брусья                 |
| Бронза | Йорг Дамме                                                                       | Стрельба                    | Олимпийский трап                |
| Бронза | Франк Мантек                                                                     | Тяжёлая атлетика            | Мужчины, до 90 кг               |

## Результаты соревнований

### Академическая гребля
В следующий раунд из каждого заезда проходили несколько лучших экипажей (в зависимости от дисциплины). В финал A выходили 6 сильнейших экипажей, ещё 6 экипажей, выбывших в полуфинале, распределяли места в малом финале B
Мужчины
| Соревнование | Спортсмены                     | Предварительный заезд | Предварительный заезд | Предварительный заезд | Отборочный заезд | Отборочный заезд | Отборочный заезд | Полуфинал | Полуфинал | Полуфинал | Финал   | Финал   | Итоговое место |
| Соревнование | Спортсмены                     | Заезд                 | Время                 | Место                 | Заезд            | Время            | Место            | Заезд     | Время     | Место     | Время   | Место   | Итоговое место |
| ------------ | ------------------------------ | --------------------- | --------------------- | --------------------- | ---------------- | ---------------- | ---------------- | --------- | --------- | --------- | ------- | ------- | -------------- |
| одиночки     | Петер Керстен                  | 2                     | 7:49,01               | 2 Q                   | не участвовал    | не участвовал    | не участвовал    | 1         | 7:11,99   | 1 QA      | Финал A | Финал A | 3              |
| одиночки     | Петер Керстен                  | 2                     | 7:49,01               | 2 Q                   | не участвовал    | не участвовал    | не участвовал    | 1         | 7:11,99   | 1 QA      | 7:14,88 | 3       | 3              |
| двойки       | Бернд Ландфойгт Йорг Ландфойгт | 1                     | 7:19,05               | 1 Q                   | не участвовали   | не участвовали   | не участвовали   | 1         | 6:40,51   | 1 QA      | Финал A | Финал A | 1              |
| двойки       | Бернд Ландфойгт Йорг Ландфойгт | 1                     | 7:19,05               | 1 Q                   | не участвовали   | не участвовали   | не участвовали   | 1         | 6:40,51   | 1 QA      | 6:48,01 | 1       | 1              |